# باشگاه فوتبال لاینز
باشگاه فوتبال لاینز (انگلیسی: Lions F.C.) یک باشگاه فوتبال از فیلیپین است که در سال ۱۹۴۹ تاسیس شده است.